# Sly 2: Band of Thieves
Sly 2: Band of Thieves (рус. Слай 2: Банда воров), в Японии известна под названием Kaitō Sly Cooper 2 (яп. 怪盗スライ・クーパー2 Кайто: Сурай Ку:па: 2, букв. «таинственный вор Слай Купер 2») — это видеоигра, сочетающая в себе элементы платформера и стелс-экшена, созданная Sucker Punch Productions, и изданная Sony Computer Entertainment эксклюзивно для PlayStation 2 в 2004 году. Это вторая игра в серии Sly Cooper, продолжение игры Sly Raccoon вышедшей в 2002 году. 9 ноября 2010 года, Sly 2: Band of Thieves с улучшенной графикой вошла в The Sly Trilogy для PlayStation 3, куда также попали Sly Raccoon и Sly 3: Honor Among Thieves. 29 ноября 2011 The Sly Trilogy стал доступен для загрузки из PSN.
Главным героем игры, как и в первой части, является енот Слай Купер, но теперь его компаньоны — черепаха Бентли и бегемот Мюррей, участвуют в выполнении заданий наряду с главным героем, каждый из них имеет уникальный набор способностей. В данной игре герои противостоят группировке злодеев именуемых «банда Кло» (англ. Klaww Gang) для того чтобы вернуть украденные ими части Клокверка.

## Игровой процесс
Как и первая часть, данная игра является платформером с элементами стелса, но тем не менее игра претерпела ряд изменений по сравнению со Sly Raccoon. Игра включает в себя восемь эпизодов, каждый из которых представляет собой большой игровой уровень, в котором могут выполнять задания Слай, Мюррей или Бентли, без перехода в подуровни, как это было в первой части. На каждом игровом уровне присутствует только один сейф, содержащий дополнительную способность для Слая Купера, и для его открытия необходимо собрать 30 подсказок, спрятанных на уровне. На смену системе с «талисманами» пришла система с уровнем здоровья героев, здоровье можно пополнять, взяв красный крест, который можно получить за победу над врагами или за уничтожение окружающих предметов. Монеты, получаемые за побеждённых врагов и сломанное окружение, теперь используются как валюта в воровской сети (англ. ThiefNet) для покупки усилений (англ. Gadgets) для каждого из банды Слая. Монеты также стало возможным зарабатывать, воруя ценные вещи на уровне и продавая их в воровскую сеть, также Слай может воровать деньги и ценные предметы у врагов, незаметно подкрадываясь к ним со спины. Враги на уровне теперь тоже имеют свой уровень здоровья и для победы над ними необходимо нанести им серию ударов или вырубить их бесшумно, подкравшись со спины. В каждом эпизоде (кроме последнего), целью банды Слая является одна или несколько частей Клокверка. Не каждый эпизод теперь заканчивается битвой с боссом. В игре присутствуют задания, в которых игроку надо управлять радиоуправляемым вертолётом, стрелять от первого лица и даже ритм мини-игра, в которой надо танцевать. Когда игрок проходит эпизод, у него появляется возможность играть в следующем эпизоде или переиграть любой из пройденных.

## Концепция

### Персонажи
- Слай Купер (англ. Sly Cooper) — енот из клана знаменитых воров. Два года назад он победил Клокверка и теперь он со своей бандой пытается заполучить его части, чтобы Клокверк никогда не был восстановлен. Озвучен Кевином Миллером[англ.].
- Бентли (англ. Bentley the Turtle) — черепаха, мозг банды Слая, эксперт по взрывам и разнообразным электронным устройствам. Помогает Слаю заполучить части Клокверка, как организацией операций, так и непосредственным участием в них. Озвучен Мэттом Олсеном[англ.].
- Мюррей (англ. Murray the Hippo) — мускулистый, но глуповатый бегемот. За два года, прошедшие после событий Sly Raccoon, он стал смелым и теперь принимает непосредственное участие в операциях банды Слая. Он помогает команде в основном тем, что он сильнее своих компаньонов. Озвучен Крисом Мёрфи.
- Кармелита Фокс (англ. Carmelita Fox) — лиса, инспектор Интерпола, пытается поймать банду Слая, поскольку считает, что именно они украли части Клокверка из музея. Озвучена Алесией Глайдуэлл[англ.].
- Нила (англ. Neyla) — бенгальский тигр, главный антагонист игры, инспектор Интерпола, напарница Кармелиты. Пытается собрать части Клокверка, чтобы стать бессмертной. Озвучена Алесией Глайдуэлл[англ.].
- Димитри (англ. Dimitri) — игуана, член банды Кло, владелец ночного клуба в Париже. Специализируется на подделке картин, для этого использует хвостовые перья Клокверка. Озвучен Дэвидом Скалли[англ.].
- Раджан (англ. Rajan) — бенгальский тигр, член банды Кло. Занимается нелегальным производством специй. Владеет крыльями и сердцем Клокверка. Озвучен Дэвидом Скалли[англ.].
- Контесса (англ. The Contessa) — паук, инспектор Интерпола и член банды Кло. Контесса — мастер гипноза, что помогает ей работать психологом в Пражском отделении Интерпола. Она использует глаза Клокверка в своей гипнотической машине. Озвучена Глорией Мэнон[англ.].
- Жан Бизон (англ. Jean Bison) — бизон, жил в XIX веке в Канаде, но попал под лавину и был заморожен на 120 лет. Член банды Кло, владеет желудком, лёгкими и когтями Клокверка. Озвучен Россом Дугласом[англ.].
- Арпеджио (англ. Arpeggio) — попугай, главный инженер и лидер банды Кло. Неспособен летать, поэтому изобрёл множество машин, помогающих ему летать. Озвучен Сэмом Маури.

### Сюжет
Действия разворачиваются через два года после окончания Sly Raccoon. Слай проникает в музей в Египте, с целью украсть хранящиеся там части Клокверка, поверженного два года назад. Когда Слай достигает нужного зала, частей Клокверка он не обнаруживает, вместо этого его ждёт засада из двух агентов Интерпола — инспектора Кармелиты Фокс и констебля Нилы. Они считают, что Слай выкрал части Клокверка и сейчас вернулся на место преступления. Из диалога с ними Слай узнаёт, что, вероятно, части Клокверка выкрала банда Кло (англ. Klaww gang). Слаю, при помощи его друзей Бентли и Мюррея удаётся сбежать от агентов Интерпола. Команда Слая отправляется в Париж, где расположился один из членов банды Кло — игуана Димитри, который, как выясняется, владеет хвостовыми перьями Клокверка, которые он использует для подделки денег. Бентли разрабатывает операцию по похищению хвостовых перьев Клокверка. Когда Слай проникает к станку, подделывающему деньги, его замечает Димитри и вступает в конфронтацию, используя электрический пистолет. Слай побеждает и забирает хвостовые перья Клокверка. Далее банда Слая отправляется в Индию к следующему члену банды Кло — бенгальскому тигру Раджану. Слай проникает в дворец Раджана и узнаёт, что у Раджана есть крылья Клокверка, которые он использует для украшения статуи. Бентли разрабатывает операцию, в результате которой, пока Слай отвлекает Раджана, Мюррей ворует крылья. Банде Слая удаётся скрыться с крыльями, не вступая в конфронтацию с Раджаном. У Раджана также есть сердце Клокверка, которое банда Слая решает украсть следующим. Половину сердца удаётся украсть без труда, но вторую половину Раджан всегда носит с собой на трости, поэтому банде Слая приходится разозлить Раджана, чтобы он вышел из храма и появилась возможность украсть вторую половину сердца. Когда Раджан выходит, Нила мешает Слаю добраться до него, Слай теряет сознание, с Раджаном приходится драться Мюррею. После победы над Раджаном Слая, Мюррея и Кармелиту (за то что её видели танцующей со Слаем) арестовывает Интерпол в лице Контессы и Нилы. Контесса отвозит заключённых в Прагу, а следом за ней спасать своих друзей отправляется Бентли. Ему удаётся освободить своих товарищей, и они разрабатывают операцию, позволяющую украсть им у Контессы глаза Клокверка и освободить Кармелиту. Им удаётся это сделать, поссорив Контессу с Нилой. Воссоединённая банда Слая отправляется в Канаду, где живёт Жан Бизон, владеющий лёгкими, желудком и когтями Клокверка. Банде Слая удаётся своровать желудок и лёгкие из поездов, принадлежащих Жану Бизону, а вот когти он всегда носит с собой на палке, что позволяет ему без труда рубить деревья. Для кражи когтей банда Слая вызывает Жана Бизона на соревнования, но так как судьи боятся Жана Бизона и в любом случае ставят ему максимальные оценки, банда Слая решает заменить судей собой. Жан Бизон замечает подмену и вырубает весь отряд героев. Злодеи находят штаб банды Слая и отдают все собранные части Клокверка своему главарю — Арпеджио. Когда члены банды Слая приходят в себя, они оказываются запертыми, Бентли удаётся выбраться и сразиться с Жаном Бизоном, которого ему удаётся победить при помощи своих друзей. Герои запрыгивают на улетающую воздушную флотилию Арпеджио. Проникая внутрь, они узнают, что Клокверк уже собран. Арпеджио хотел воспользоваться Клокверком, но его предаёт и убивает Нила, которая теперь зовёт себя Клок-ла, так как контролирует Клокверка. Банда Слая связывается с Кармелитой, которая прилетает на вертолёте, чтобы остановить Клок-ла, одержимую разрушением. Слай ломает Клок-ла с вертолёта, а затем отправляется за ней в погоню, чтобы добить и спасти своих друзей, которых Клокла-ла схватила. Слай побеждает Клок-ла и ломает чип ненависти, подпитывающий бессмертие Клокверка, после чего части Клокверка начинают разрушаться. Во время уничтожения чипа Клок-ла успела сломать Бентли ноги, поэтому Кармелита отпустила его с Мюрреем, а Слай сдался ей. Кармелита погрузила Слая в вертолёт, чтобы доставить его в полицейский участок, но после нескольких кругов над городом Слай выпрыгивает из вертолёта и скрывается.

## Оценки прессы и продажи
| Сводный рейтинг       | Сводный рейтинг |
| Агрегатор             | Оценка          |
| --------------------- | --------------- |
| GameRankings          | 87,92 %         |
| Metacritic            | 88/100          |
| Иноязычные издания    |                 |
| Издание               | Оценка          |
| 1UP.com               | A               |
| Eurogamer             | 8/10            |
| GameRevolution        | B+              |
| GameSpot              | 8,4/10          |
| GameSpy               | 4,5/5           |
| GameZone              | 9,1/10          |
| IGN                   | 9,2/10          |
| OPM                   | 10/10           |
| Русскоязычные издания |                 |
| Издание               | Оценка          |
| «Страна игр»          | 8,5/10          |
| Награды               |                 |
| Издание               | Награда         |
| «Выбор редактора» IGN |                 |

Большинство критиков положительно оценили Sly 2: Band of Thieves в своих обзорах. Игру хвалили за разнообразный игровой процесс, запутанную историю и уникальную визуальную составляющую, но тем не менее критиковали за низкую сложность и недостаточную длину, по сравнению с другими платформерами.
Игра получила «Выбор редактора» от IGN. GameSpy поставил Sly 2: Band of Thieves на 23 место в списке лучших игр всех времён для PlayStation 2